# Betűmetszés

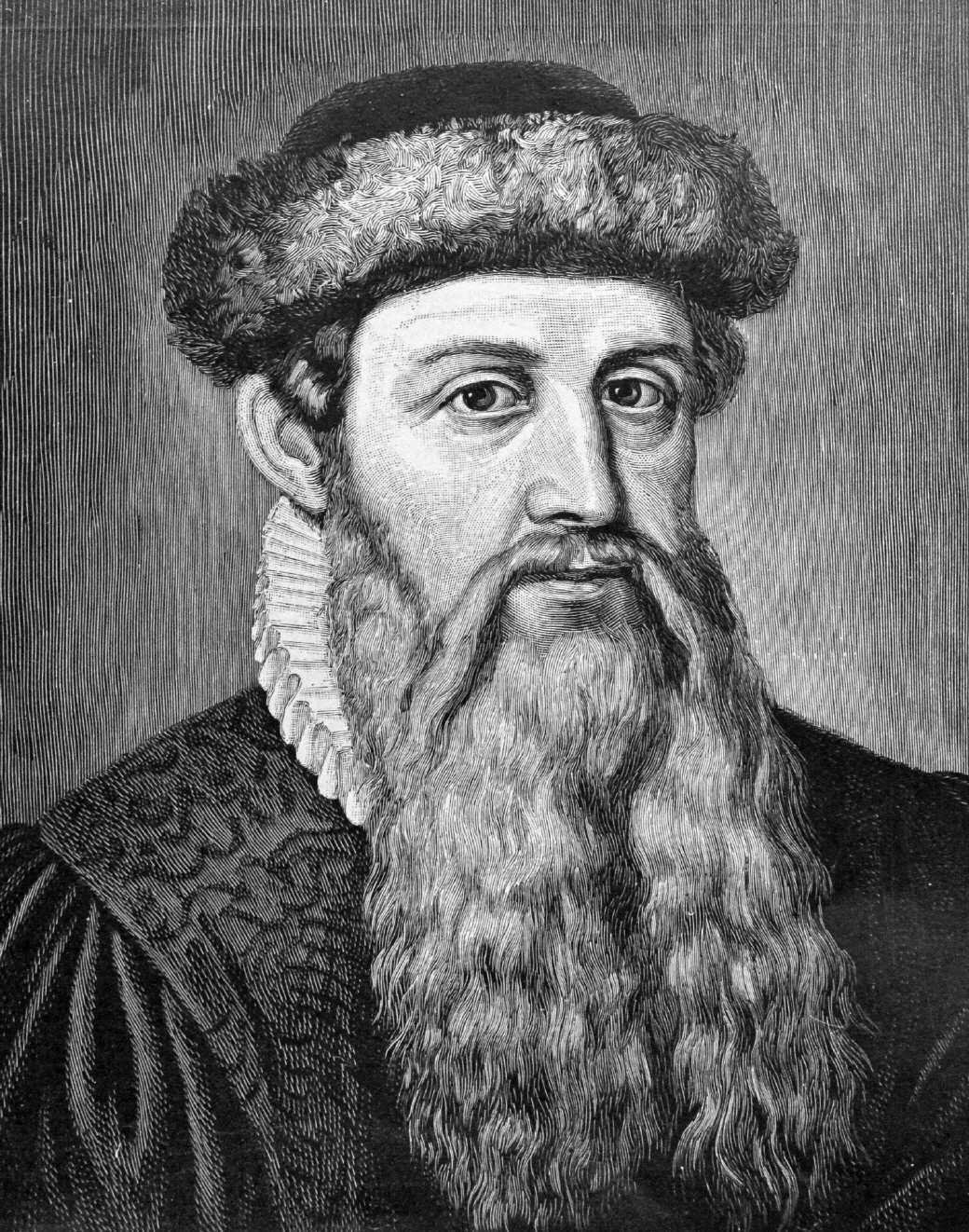
Johannes Gutenberg (~1400–1468) egy halála után készült rajzon

A betűmetszés a gutenbergi fordulat által új alapokra helyezett, a tömeges igényeket kielégítő nyomdászat egyik alapvető művelete. A gondosan megtervezett betűk és más írásjelek formáit acél nyomórudak végére metszették (patrica, betűbélyegző). Ezek segítségével ütötték bele a lágyabb vörösréz anyagba a betűk öntőnegatívját, és ez homorú rézlemez (matrica) adta a betűk kiöntés utáni formáját.
A betűmetszés a betűöntéssel kiegészülve magas technikai felkészültséget, nagy gyakorlatot igénylő hivatás volt. Az aprólékos és időigényes munka egy-egy könyv esetében gyakran évekig tartott, mivel az első könyvek a kéziratos kódexek írásképét próbálták visszatükrözni. Így több száz jelet, köztük betűket és egyéb írásjeleket, rövidítéseket (abbreviatúrákat) és ligatúrákat (egy betűtestre öntött betűkapcsolatokat) metszettek ki egy-egy könyv számára. Másrészt a betűmetszés egyre elterjedtebbé vált a középkori Európában, így nem csoda, hogy több korábbi scriptor is az új könyvészeti technológiában, a nyomdászatban találta meg a helyét.

## Előzmények

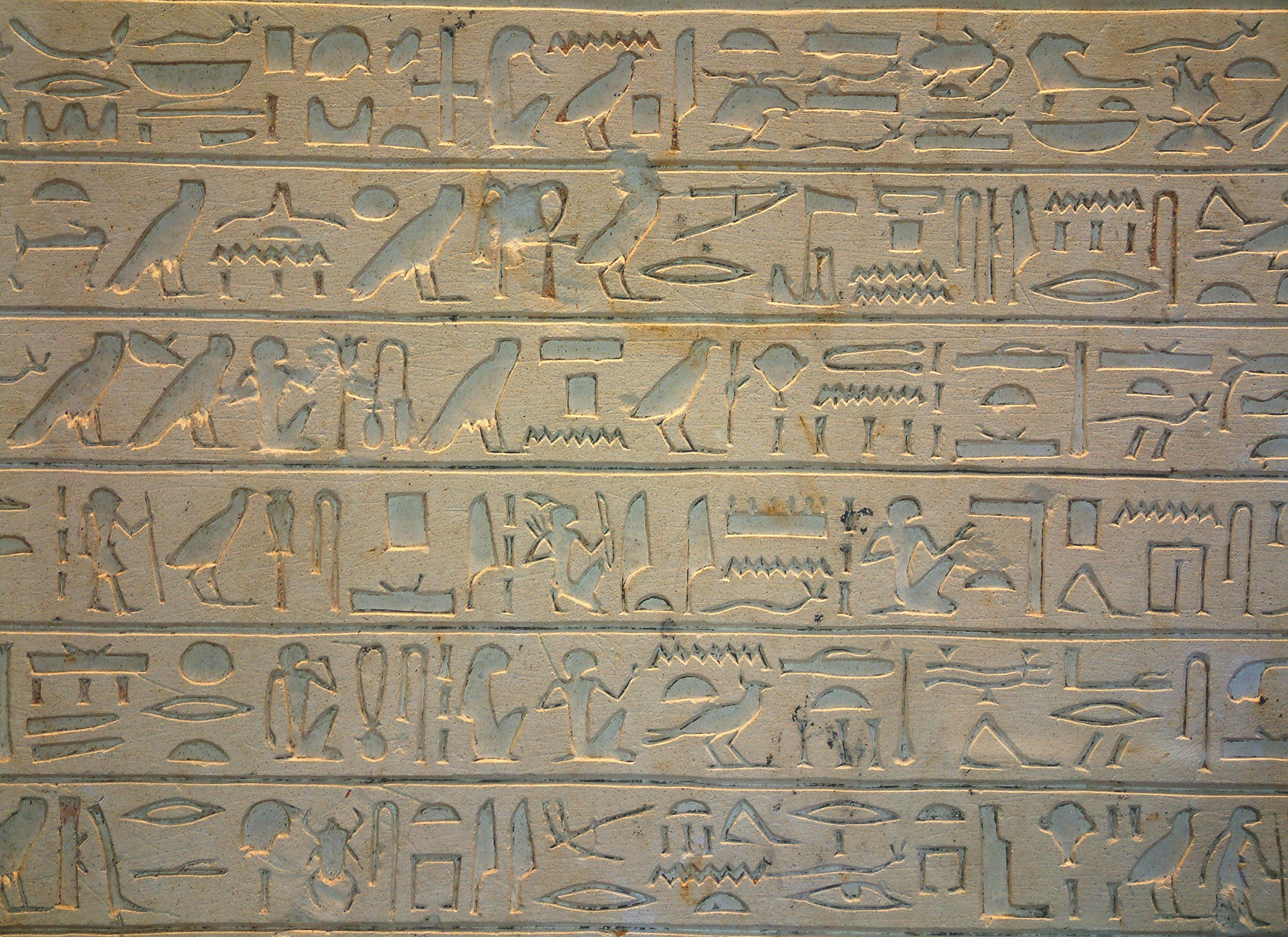
Hieroglif írás

### Az írás és a betűk kialakulása
Az írásnak mint a gondolatrögzítés és a kommunikáció eszközének eredete a kőkorszak barlangrajzaira vezethető vissza, amelyek a közlés és a kultikus szerep mellett műalkotásként is hatnak. Az évezredek során a képek fokozatosan egyszerűsödtek, szimbólumokká váltak. Így alakult ki a sumér ékírás, illetve az egyiptomi írásrendszer, a hieroglif írás.
A tárgyak és a fogalmak piktogrammái mellett külön jeleket használtak a hangokra is, kialakítva a fonémákból álló ábécét, a mai betűk ősi megjelenítését. Innen származtatható a föníciai ábécé – a fonetikus írás – majd később ebből alakult ki a görög ábécé és a latin ábécé, és így közvetve Európa legtöbb nyelvének ábécéje.

### A könyv megjelenése

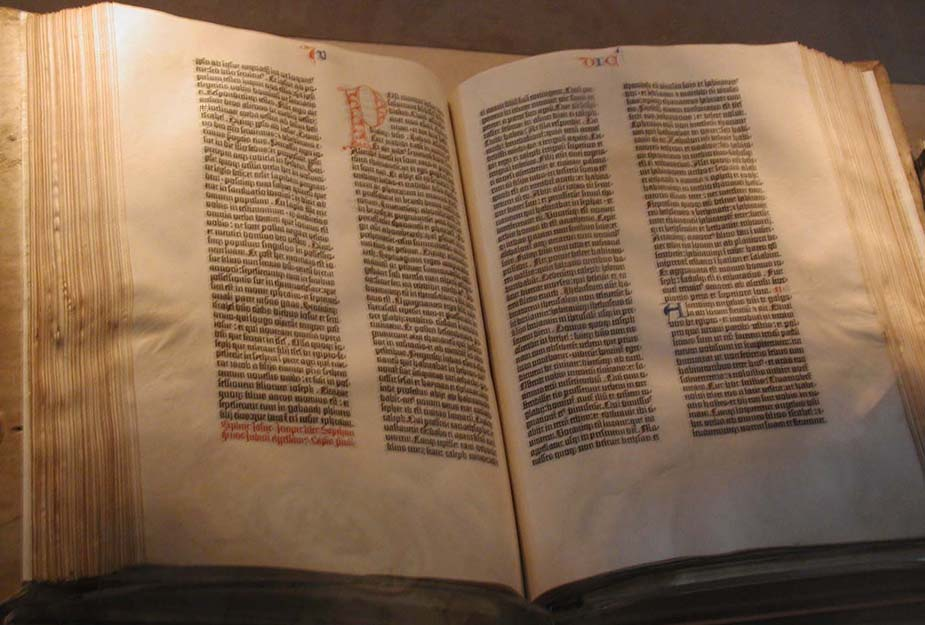
Gutenberg Biblia, Library of Congress, Washington

A könyv, mint az ókortól a mai napig a legfontosabb és legelterjedtebb információhordozó kezdetben kézírással készült. Leggyakoribb példa rá a kódex volt, amely már a könyv számos mai formai jegyét hordozta. A művészi kivitelű példányok elkészítése akár 1-2 évig is eltartott, így királyi kiváltság volt azok birtoklása (pl: Corvinák).
A középkori Európa fejlődő egyházi és tudományos élete jelentős számú szöveg másolását tette szükségessé. Ennek meggyorsítására először a táblanyomtatást alkalmazták, ahol fatáblába metszett oldalak segítségével készültek a sokszorosított lapok.
A forradalmi újítást a mozgatható fém betűkkel történő könyvnyomtatás feltalálása jelentette, amely elsősorban Johannes Gutenberg nevéhez köthető. Élete fő műve a 641 lapot, oldalanként 42 sort tartalmazó, két hasábban szedett Biblia volt. Mainzban készült el öt év munkájával 1454/55 körül. Ezzel kezdetét vette az emberi kultúrtörténetnek a könyvre, mint az ismeretközlés alapvető közegére épülő szakasza, a Gutenberg-galaxis.

## A betűmetszés
A Gutenberg találmányaiból később a betűmetszés, -öntés, a szedés, a festékkészítés és a sajtó révén történő nyomtatás önálló szakmává vált. A betűmetszők munkája a művészi érzék mellett magas minőségű tudást és technikai felkészültséget igényelt.

### A betűmetszés mint technológia
A betűmetsző egy-egy 4–5 cm hosszú, hasáb alakú acél nyomórúd végére kialakította a különféle betűk, jelek kiemelkedő formáját: ezek lettek a patricák, azaz a bélyegzők.
A rudakat a könnyebb alakíthatóság érdekében faszénporban felhevítve és lassan lehűtve kilágyították. A rúd egyik végét simára csiszolták, majd a megtervezett betű körvonalát – fordított állásban – tűvel rákarcolták.
Következett a betű belső, körbe zárt részének a beütése. Ehhez keményre edzett, a pontozóhoz hasonló szerszámokat használt. A hasonló részekből álló betűknél – például a P, a B és az R – ugyanazt a beütőt alkalmazta. Kritikus volt a jó minőség érdekében a beütő szerszám élszöge. Miután elkészült a betű belső részének kimélyítésével, következett a felesleges külső rész lereszelése. Eközben folyamatosan ellenőrizni kellett a betűformálódását. E célból a készülő nyomórúd végét gyertyalángba tartották, majd papírlaphoz nyomták: ez volt a korom-próba.
Amikor kialakult a kívánt betűforma a nyomórudat két fázisban felhevítve majd lehűtve acélosra edzették, hogy ne sérüljön a használat során. Az így elkészült patricákkal ütötték lágyabb vörösréz anyagba a nyomdabetűk öntőnegatívját, a matricát.
A Pallas nagy lexikona a patrica (patrice) azaz a betűbélyeg kifejezés helyett a Betükölyü, míg a matrica (matrice), vagyis a betűanya (anyaminta) helyett a Betüodor mára elfeledett szép régi magyar szavakat használja.
Az elkészült matricák ezután betűöntő készülékbe (mátrixba) lettek nagy pontossággal befogva, majd a betűk üregeit betűfémmel öntötték ki. A célnak legmegfelelőbb ötvözetben Gutenberg az ólom mellett 15-25% antimont és 5-10% ónt használt. A megfelelő összetételű betűfém nem túl magas olvadáspontú (260-330 °C) a könnyebb öntés miatt, olvadéka jól kitölti a matrica finom réseit, lehűlés közben nem zsugorodik, és megfelelő keménységgel bír (23-33 Brinell), hogy a belőle készült betű ne kopjon el túl gyorsan.
Ha a matrica megsérült vagy már elhasználódott, a bélyegzővasról újabb leütést készítettek, és így az első matricával teljesen megegyező új matricát kaptak.

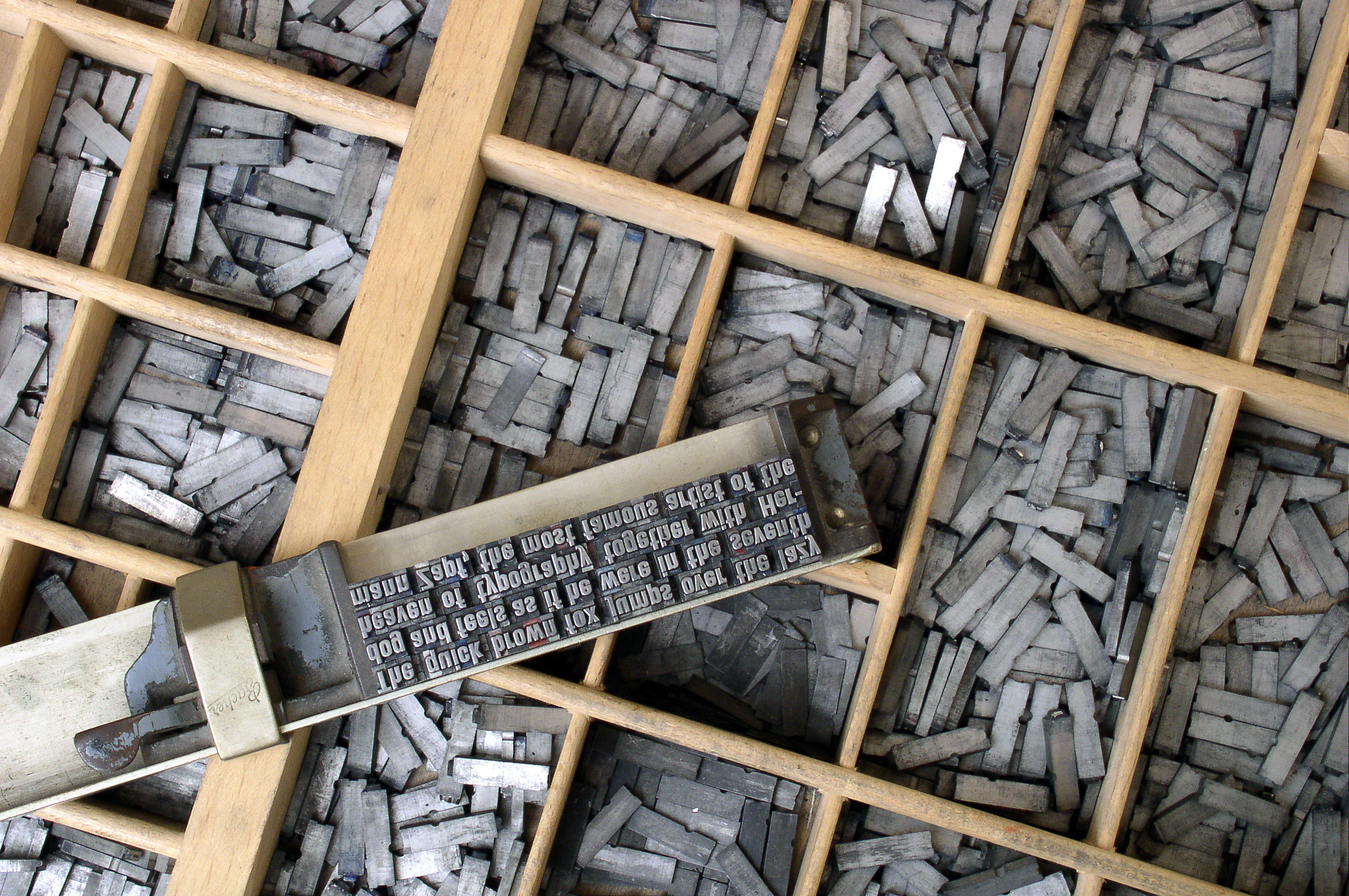
Gutenberg módszerével készült öntött betűk

Az így kiöntött majd gondosan megtisztított betűk tökéletesen egyforma méretűek és tetszőleges számban előállíthatók voltak akár később is, biztosítva a felhasználásukkal kiszedett oldalak írásképének egyenletes minőségét.
A korabeli nyomdák 4-5 típussal, kb. 300-400 különféle betűjellel dolgoztak. Egy-egy betűbélyegző (patrica) elkészítése legalább egy napi – emellett igen szemrontó – munkát igényelt, így számukra a betűmetszés túl időigényes lett volna. Ezért inkább vándor betűmetszőktől vásárolt matricákkal, illetve azokba öntött betűkkel dolgoztak. A betűmetszés jövedelmező foglalkozássá vált, így művelői egyre több gondot fordíthattak a betűk művészi kivitelezésére.
A nyomdászat az évszázadok alatt az előbb vázolt magasnyomtatás mellett további nyomtatási eljárásokat is alkalmazásba vett, a nyomtatott betűkkel foglalkozó tipográfia pedig önálló tudományággá fejlődött.

### A betűmetszés mint művészet
A rómaiak legelterjedtebb íróanyaga a papirusz, később pergamen. Az írás karakterét a 30-45 fokos szögben tartott, vágott nádtollal – később fémtollal – való írásmód alakította ki. A kezdeti „csupa nagybetűs” kapitális latin kvadrátírásból a korai középkortól fejlődnek ki a különféle tollírások, válik tagoltabbá a szövegtest és egyre dekoratívabbá a betűkép alakja. A szöveg hordozója pedig a 16. században és később a Kínában felfedezett papír lett.

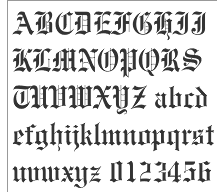
Óangol blackletter betű - mintája a korabeli kézírás

A Gutenberg-bibliának a kézzel készítettekhez kellett hasonlítania, ezért a betűi korának legszebb könyvírását, a gót írást utánozták, akárcsak az 1501 előtt készült ősnyomtatványoknál. 
A gótikát követő művészeti korok – a reneszánsz, a barokk és a rokokó, majd a klasszicizmus – mindegyikében kifejlődött a korra jellemző betűművészet. A 19. században bekövetkező átmeneti hanyatlás után a 20. században a betűkultúra megújulásának többféle útja is megnyílik. Megfigyelhető a visszatérés a klasszikus nyomdabetűkhöz a korszerű technika alkalmazásával egyidejűleg. Hangsúlyt kapott a minél könnyebb olvashatóság, és ennek kapcsán a betűk anatómiája. Kialakult emellett az alkalmazott betűművészet, melynek révén a leírt szövegek az objektív jelentéstartalom mellett – sőt akár ahelyett – szubjektív asszociációkat keltetnek.

#### Betűművészek
- Giambattista Bodoni (1740–1813) a klasszicizmus legnagyobb nyomdásza, aki szakított a barokk díszítő hagyományokkal. Antikva betűje alaptípus.
- Albrecht Dürer (1471–1528) a reneszánsz egyik legnagyobb európai festő-grafikus egyénisége. Betűművészetét a gótikus és az antikva típusok uralják.
- Bikfalvi Falka Sámuel (1766–1827) a klasszicizmus korának legnagyobb hazai betűművésze. A reformkori Egyetemi Nyomda tipográfiai stílusa az ő keze nyomát őrzi.
- Pierre Simon Fournier (1712–1768) francia betűmetsző, -öntő és tipográfus-művész. Ő alkalmazta először a tipográfiai pont (1/72") mértékegységet.
- Gábor Pál (1913–1993) Tófalusi Kis Miklós hagyományai alapján ő tervezi meg az új magyar antikva-típust.
- Claude Garamond (1480–1561) eredeti – a francia király megbízására készített – antikva típusaiból a modern latin betűs tipográfia egyik legkedveltebb betűfajtája lett.
- Misztótfalusi Kis Miklós (1650–1702) kora egyik legnagyobb európai betűművésze. A régebben Jansonnak tulajdonított holland barokk betűje máig használatos.
- Stanley Morison (1889–1967) a modern angol tipográfia "nagy öregje". 1931-ben ő tervezte a Times New Roman néven népszerűvé vált újságbetűt.
- Nagy Zoltán (1920–1998) az Első Magyar Betűöntöde főmérnöke, nemzetközi hírét Margaret antikvájával alapozta meg. Később negyed századon át az iparművészeti Főiskola tanára.
- Reiner Imre (1900–1987) festő, fametsző, könyvillusztrátor és betűművész. 25 klasszikus ólombetű típusával a legtermékenyebb magyar származású tervező.
- Hermann Zapf (1918–) a sokoldalú német betűművész autodidaktaként kezdett tervezéssel foglalkozni. Máig híres munkája, a Palatino betűcsalád 1948-ban készült el.
- Zigány Edit (1944–2004) a lipcsei Hochschule für Grafik und Buchkunstban végzett tanulmányok után az Iparművészeti Egyetem tanára. Könyvtervező, a hazai betűtervezés utolsó nagy klasszikusa.